# فريديريك ماركيز
فريديريك ماركيز (بالفرنسية: Frédéric Marques)‏ (5 يونيو 1985 في فرنسا - ) هو لاعب كرة قدم فرنسي في مركز الهجوم. لعب مع نادي كريتيل وCSO Amnéville ‏ وSR Colmar ‏.

## وصلات خارجية
- فريديريك ماركيز على موقع قاعدة بيانات كرة القدم.إي يو (الإنجليزية)
- فريديريك ماركيز على موقع ليكيب (الفرنسية)
- فريديريك ماركيز على موقع Soccerway.com (الإنجليزية)